# Grove Dictionary of Art

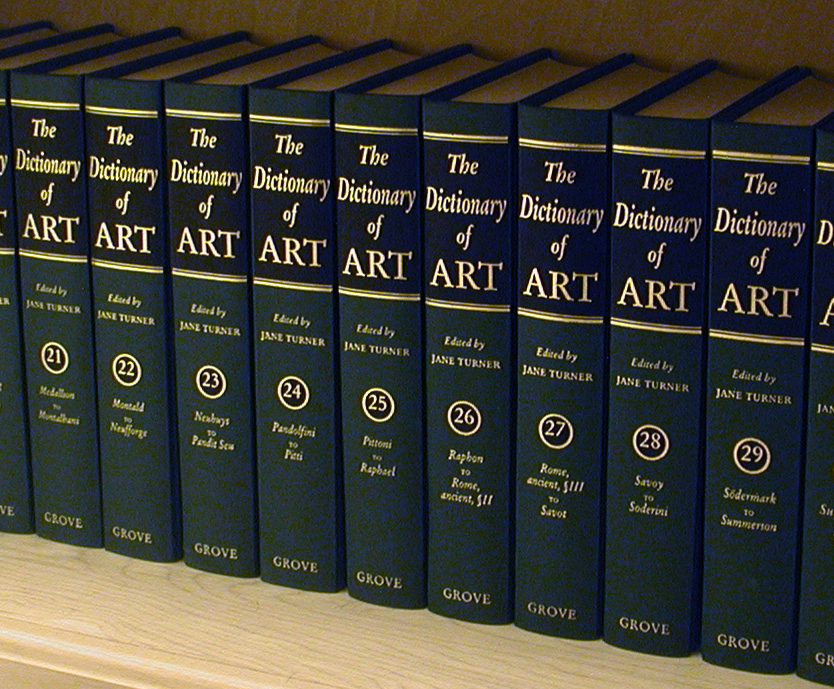
The Dictionary of Art

The Dictionary of Art, so der bibliographisch richtige Titel, oft als The Grove Dictionary of Art bezeichnet, ist eine 34-bändige Enzyklopädie der Bildenden Kunst, die 1996 im Verlag Grove's Dictionaries Inc. in New York, einer Tochterfirma von Macmillan Publishers, erschien.
Geschrieben von 6.700 Experten aus der ganzen Welt, umfassen ihre 32.600 Seiten über 45.000 Artikel über Bildende Kunst, Künstler, Kunstkritiker, Kunstsammler und alles, was sonst mit der Welt der Kunst zu tun hat. Der The New York Times Book Review zufolge handelt es sich um das „ehrgeizigste Unternehmen im Kunstverlagswesen am Ende des 20. Jahrhunderts“. Fast die Hälfte des Inhalts ist nichtwestlichen Themen gewidmet, und die Verfasser kommen aus 120 Ländern. Da der Preis etwa 9.000 Dollar betrug, ist die gedruckte Version in der Regel nur in Bibliotheken zu finden.
Die Themen reichen von Julia Margaret Cameron über Shoji Hamada, Korea bis Timbuktu, dem Zeitalter der Aufklärung bis zum Marxismus und von Yoruba-Masken bis zum Abstrakten Expressionismus. Die Einträge umfassen auch Bibliographien und eine Vielzahl von Abbildungen. Das Lexikon ist in einer gebundenen Standardausgabe und in Lederbindung lieferbar.
The Grove Dictionary of Art war seit 1998 als Grove Art Online online verfügbar. Im Jahr 2003 erwarb Oxford University Press das Grove Dictionary of Art vom Verlag Macmillan Publishers. Die Website wurde erweitert und in Oxford Art Online umbenannt. Das Angebot wird von Institutionen und Hochschulbibliotheken weltweit genutzt.

## Bibliographische Angaben
- Jane Turner (Hrsg.): The Dictionary of Art. New York, Grove / Macmillan, London 1996. ISBN 1-884446-00-0 (Hardcover, Erstausgabe). ISBN 0-19-517068-7 (Hardcover, Neuausgabe). ISBN 0-333-74939-1 (Ledergebundene Ausgabe).